# Мазлум Демір
Мазлум Демір (тур. Mazlum Demir, нар. 19 грудня 2003) — турецький легкоатлет, який спеціалізується на спортивній ходьбі.

## Спортивні досягнення
Чемпіон світу серед юніорів у спортивній ходьбі на 10000 метрів (2022).
Посів 4-е місце у спортивній ходьбі на 10000 метрів на чемпіонаті Європи серед юніорів (2021).